# 匝巴利巴
匝巴利巴（梵文： Carbaripa），印度大乘密宗人士，八十四成就者之一。

## 簡介
一天，匝巴利巴造訪瑪噶達一城市的富有牧人家乞食，此時恰逢牧人父親去世，牧人為父親舉行盛大祭典，邀請當地所有人而不在家，留守看家的妻子以丈夫吝嗇為由拒絕匝巴利巴的乞食，匝巴利巴便以丈夫或家人生氣便請他們來找他為由，讓妻子為她準備飲食。
婆婆發現家中大部分食物送人而大怒，妻子便帶三歲的小孩離家到森林，匝巴利巴見之，灑甘露讓她們進入甚深禪定。後來牧人回家不見妻子入森林尋找，也同樣被灑甘露化石，親戚三百人前後進入森林尋找，皆化作石頭，進入甚深禪定。
其中牧人的小孩證得成就，從陰囊中出現了空行的成就者，陽物中出現了能轉換一切東西為黃金的力量，從榖道出現了長生不死之藥，從眼睛出現了八大成就者在天空行走。從此這個家族聲名遠播，堪巴卡國王為他們建造了一所寺院。存有惡念者前來，護法像就會顯現鞭打來者，這所寺院成為人們修持的中心，在那裡修行容易迅速成就。